# Bare Fists
De western Bare Fists is een verloren stomme film uit 1919 van regisseur John Ford met acteur Harry Carey in de hoofdrol. 
De film vertelt het verhaal van een cowboy die wraak neemt op een groep desperado's die zijn vader vermoordden en zijn broer mishandelden. 

## Rolverdeling
| Acteur            | Personage         |
| ----------------- | ----------------- |
| Harry Carey       | Cheyenne Harry    |
| Betty Schade      | Conchita          |
| Joe Harris        | Boone Travis      |
| Vester Pegg       | Lopez             |
| Mollie McConnell  | Conchita's Moeder |
| Anna Mae Walthall | Ruby              |
| Howard Enstedt    | Bud               |
| Joseph W. Girard  | Harry's vader     |